# Домаслав (композитор)
Домаслав или Домослав (чеш. Domaslav, лат. Domazslaus) — монах-доминиканец, поэт, один из первых известных богемских (чешских) композиторов.

## Биография
Жил в Богемии, вероятно, на рубеже XIII — первой половины XIV веков во время правления последних Пржемысловичей или начала правления Иоганна Люксембургского.
Его имя сохранилось в акростическом тексте De superna yerarchia, где начальные буквы строф образуют слово Domazslaus predicator. Также упоминается в примечании к рукописи «Легенда о святой Людмиле» датируемой 1416 годом.
Домослав также встречается в тексте о святом Вацлаве Dulce melos cum contu и рифмованной композиции Officium o svatém Václavu a svaté Ludmile (Официум о Святых Вацлаве и Людмиле).
Был основателем собственной школы поэзии. Писал на латыни. Автор духовных гимнов и музыкальных композиций.
Самая старая запись его текстов — часть Dražický misál (Дражицкого миссала), датируется 1340 годом, а музыка для Dulce melos была найдена в архиве архиепископа Пардубицкого Арношта — 1363 годом.

## Избранные сочинения
- Ave, caro Christi regis (К Телу Божьему)
- Pleno cantu cordis (Святой Людмиле)
- Hodierne lux dici (Святому Адальберту)
- Plaudant chori monachorum (Святому Прокопию) и др.